# Harrison Hong
Harrison Gregory Hong (* 6. September 1970) ist ein US-amerikanischer Wirtschaftswissenschaftler.

## Werdegang, Forschung und Lehre
Hong studierte zunächst Wirtschaftswissenschaft und Statistik an der University of California, Berkeley, die er 1992 mit dem akademischen Grad eines Bachelor of Arts in Richtung Massachusetts Institute of Technology verließ. Dort graduierte er fünf Jahre später als Ph.D. in Wirtschaftswissenschaft. Seine Abschlussarbeit unter dem Titel „Dynamic Models of Asset Returns and Trading“ wurde unter anderem vom späteren Board-Mitglied des Federal Reserve Systems Jeremy C. Stein betreut.
Ab 1997 war Hong zunächst Assistant Professor und später Associate Professor für Finanzwirtschaft an der Stanford University. 2003 folgte er einem Ruf als ordentlicher Professor an die Princeton University. 2016 übernahm er den John-R.-Eckel-Jr.-Lehrstuhl an der Columbia University. Zwischen 2009 und 2012 war er Direktor der American Finance Association.
2009 erhielt Hong als dritter Preisträger nach Raghuram Rajan und Tobias Moskowitz den Fischer-Black-Preis der American Finance Association. 2016 wurde ihm die Ehrendoktorwürde der Handelshochschule Stockholm sowie der Helsinkier Aalto-Universität verliehen. 
Hongs Arbeitsschwerpunkt liegt im Bereich der Finanzwirtschaft insbesondere im Bereich der Verhaltensökonomik und der Effizienz von Aktienmärkten. Dabei setzte er sich unter anderem mit Spekulationsblasen und Börsencrashes, Arbitrage, Vorhersagemodellen und Risikoübernahme und -limiten bei Banken und anderen Finanzmarktakteuren auseinander.